# Billao
Il billao (lingua somala: billaawe) è una daga somala, utilizzata nel XVIII e XX secolo nel combattimento ravvicinato dai Dervisci somali. Costituiva, insieme alla sciabola-baionetta, l'arma da fianco di dubat, àscari e zaptié arabo-somali del Regio Esercito italiano.

## Descrizione
Il billao ha una lama a foglia asimmetrica, a doppio taglio, in ferro o acciaio. È caratterizzato dal pomo dell'impugnatura a tre punte, delle quali la centrale è costituita dal codolo della lama che protrude . L'impugnatura e l'elsa sono solitamente di corno, in particolare di bufalo. Il fodero è realizzato in pelle non conciata, solitamente di pecora, ed accoglie anche l'elsa. Dei passanti o delle stringhe permettevano di fissarlo ai fianchi.

### Billao della Polizia dell'Africa Italiana
Mentre i billao delle truppe coloniali italiane erano di produzione artigianale tradizionale, dal 1936 per gli ascari della Polizia dell'Africa Italiana venne realizzata una daga d'ordinanza strettamente derivata dal billao tradizionale. L'impugnatura ha guancette in corno di bufalo fissate al codolo con due rivetti. Su una guancetta è fissato un ovale in lamierino stampato con lo stemma della PAI. L'elsa è costituita da una semplice crociera ovale in lamiera di ferro cromato. La lama è a foglia simmetrica, a due fili, lunga 193 mm, su una lunghezza totale dell'arma di 310 mm. Il peso senza fodero è di circa 300 g. Il fodero è in cuoio naturale, con all'interno una molla a lamina per tenere ferma la lama. Una cinghietta con bottone blocca il "coltello-spada corta" nel fodero.